# 김향정
김향정(金香靜, 1951년 4월 5일 서울특별시 ~ )은 대한민국의 수학자이다.
재동국민학교(재동초등학교)와 창덕여자중학교, 창덕여자고등학교를 졸업했고 1974년 서울대학교 수학과에서 학사 학위를 받았다. 그 후 1년 동안 이화여자고등학교에서 교사로 재직하다가 결혼한 뒤 미국으로 건너갔고 뉴욕 대학교에서 수학 석사 학위를, 컬럼비아 대학교에서 수학 박사 학위를 취득했다. 컬럼비아 대학교에서 연구원으로 지낸 뒤 1985년 귀국했고 1986년부터 서강대학교 교수로 재직 중이다.